# トム・マッカムス
トム・マッカムス（Tom McCamus, 1955年7月25日 - ）は、カナダの俳優。

## 出演作品
- コンフィデンスマン／ある詐欺師の男
- ルーキーブルー　～新米警官 奮闘記～ シーズン1
- カイロ・タイム ～異邦人～（マーク）
- 彼女は夢見るドラマ・クイーン
- ウルフマン
- スティール（クリープ）
- ミュータントX（メイソン・エックハート）
- チャイルド・コレクター／溺死体
- スウィート ヒアアフター
- ルーム（レオ）（2015年）